# 罗伊·梅德韦杰夫
罗伊·亚历山德罗维奇·梅德韦杰夫（俄语：Рой Александрович Медведев；1925年11月14日—），俄罗斯历史学家、政治作家，苏联持不同政见者和马克思主义者，在中国常被译为麦德维杰夫。以《让历史来审判》而知名。他的名字来自印度共产党创始人罗易。他的孪生兄弟若列斯·亚历山德罗维奇·梅德韦杰夫也为苏联持不同政见者。
由于麦德维杰夫抨击苏联共产党的极权统治和斯大林时代的黑暗，被禁止居住在莫斯科，流放外省，言论被封杀，行动被監視，他的著述只能在国外出版。与苏联一般的持不同政见者不同，麦德维杰夫是一个马克思主义者、共产主义者甚至列宁主义者，主张社会主义多党制，肯定十月革命的历史意义，在批判斯大林主义是官僚化的假社会主义的同时也肯定这一时期苏联人民在社会主义建设方面的成就，主张“回到列宁”、恢复列宁主义的本来面目。1989年，他被获准回到莫斯科，恢复了公职和党籍，并被任命为戈尔巴乔夫的顾问。
1991年8月29日，苏联最高苏维埃通过决议“暂停苏共活动”，全国只有他一人起来发言，对“禁共令”表示坚决反对，指出这违反了公民思想自由、结社自由的宪法原则。有媒体甚至比之于当年第一次世界大战时在一片“爱国主义”喧嚣中挺身反战的左派英雄罗莎·卢森堡——时称“红色罗莎”。罗伊·梅德韦杰夫因而也获得了“红色罗伊”之称。同年10月26日，参与组建劳动人民社会党。

## 著作
- 《让历史来审判》
- 《谁是疯子？》
- 《斯大林和斯大林主义》
- 《赫鲁晓夫的执政年代》
- 《赫鲁晓夫政治生涯》
- 《论社会主义民主》
- 《一本关于社会主义民主的书》
- 《政治日记》
- 《布哈林的最后岁月》
- 《论苏联的持不同政见者——与意大利记者皮尔罗·奥斯特林诺的谈话》
- 《斯大林周围的人——六位苏联政治领导人的政治传记》
- 《他们围住了斯大林》（论文集）
- 《菲利浦·库兹米奇·米罗诺夫的生与死》
- 《戈尔巴乔夫传》
- 《普京时代》
- 《俄罗斯向何处去——为什么不能走资本主义道路》
- 《苏联的最后一年》